# 妮妃雅
妮妃雅‧瘋（英語：Nymphia Wind，1995年7月23日—），本名曹米駬，是一名生於美國洛杉磯的臺灣變裝皇后、表演藝術家、服裝設計師。為台灣變裝皇后家族「瘋家」（The House of Wind）的媽媽，因表演工作旅居於紐約布魯克林。以黃色及香蕉裝扮為象徵，並深受亞洲傳統文化影響，將其融入創作中，別名為「蕉佛」，粉絲為「蕉徒」。2024年參加美國真人實境變裝皇后比賽節目《魯保羅變裝皇后秀》第16季並榮獲該屆冠軍。

## 生平

### 成長與出道
美國洛杉磯出生，香港長大，六歲搬至台灣，在全人實驗中學讀書時開始接觸表演藝術，於英國創作藝術大學念書時看美國實境變裝皇后比賽節目《魯保羅變裝皇后秀》受到啟蒙而嘗試變裝，回台灣當兵時參加夜店的對嘴比賽得到冠軍，自2018年起正式出道踏上變裝皇后專業表演者之路。
2021年2月贏得台灣Youtuber FJ234所舉辦的臺灣變裝皇后選秀節目《MAKE A DIVA 2》冠軍。2022年3月與臺灣戲曲中心合作，製作《2022臺灣戲曲藝術節 X 妮妃雅Nymphia Wind》變形記。

### 赴美演出至奪得魯保羅變裝皇后秀冠軍

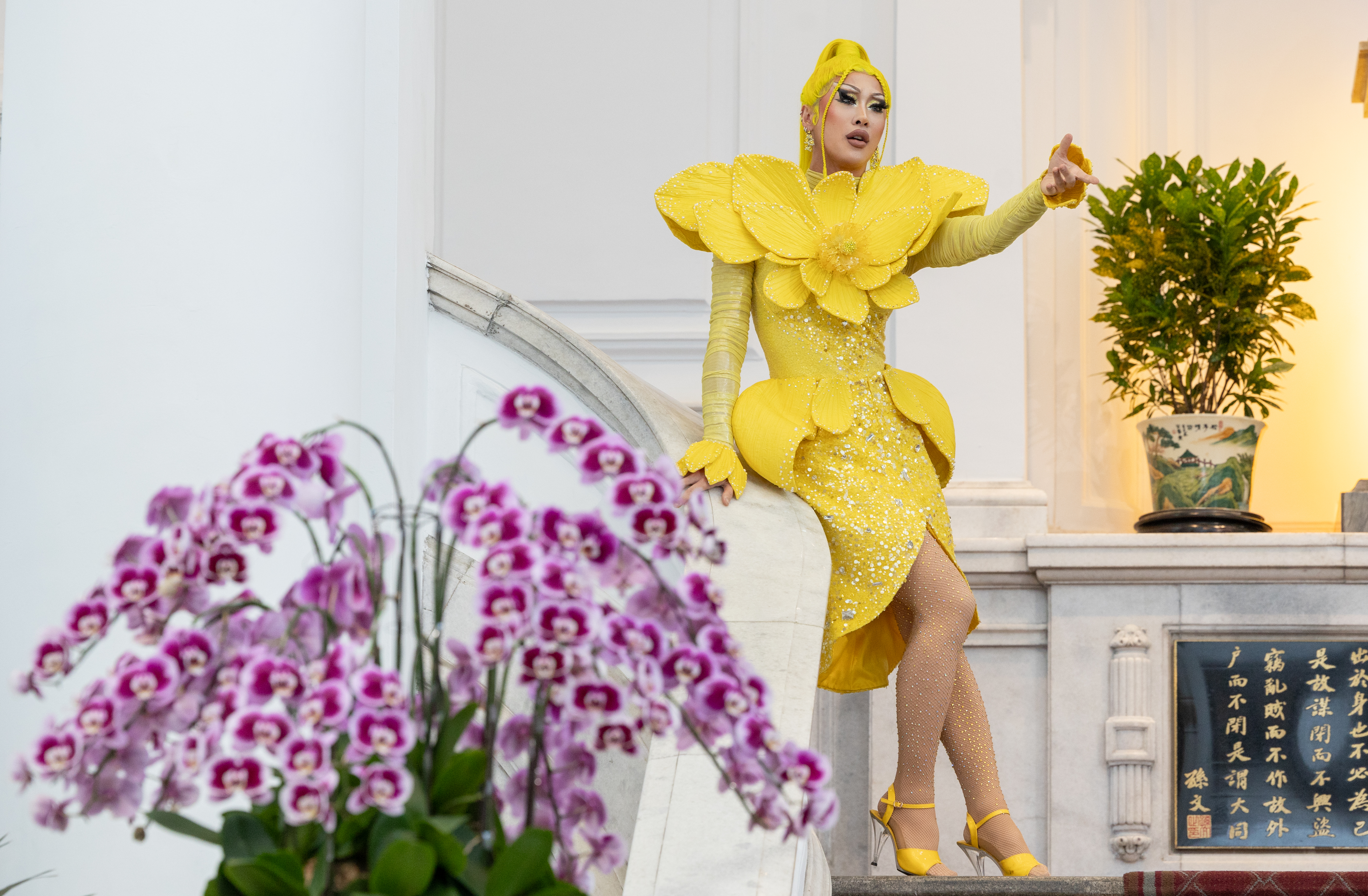
2024年5月15日獲中華民國總統蔡英文邀請至總統府的變裝皇后表演

2022年7月前往紐約前，於臺北表演藝術中心前廣場以電子花車形式，與瘋家變裝皇后共同舉辦《飛啊～妮妃雅》 告別表演。
2023年2月於紐約贏得變裝皇后Maddelynn Hatter舉辦的變裝皇后比賽《Mother season 2》冠軍。10月短暫回台灣，於北投區石牌福佑宮，與瘋家變裝皇后舉辦《彩虹芭仙傳》。
2024年1月，參加《魯保羅變裝皇后秀》第16季比賽，將台灣各種文化風格帶至節目中，在節目中以時尚皇后聞名，帶領起全球時尚風潮並奪得該季冠軍，成為該節目首位具台灣籍的冠軍，也是時隔13年來打破「亞洲魔咒」的第二位亞裔冠軍。5月12日母親節當日，即將就任中華民國總統的賴清德在他的官方社群平台以妮妃雅與他的母親為題來祝福母親節。在國際不再恐同日前夕的5月15日，與旗下瘋家變裝皇后獲即將卸任的總統蔡英文接見於總統府表演並祝賀他獲得冠軍的榮耀。2024年8月，妮妃雅與瘋家變裝家族的皇后們參與巴黎文化奧運臺灣館，演出〈寶島富麗秀〉。
在妮妃雅獲得《魯保羅變裝皇后秀》第16季冠軍後，同年也陸續獲得多項殊榮：入選2024年福布斯30位30歲以下亞洲藝術類精英榜；入選《Out》雜誌的2024 Out100，為該年最具影響力的100名LGBTQ+人士；並獲得哈佛大學外交政策倡議（The Harvard Undergraduate Foreign Policy Initiative）首屆年度改革獎，肯定其在台灣複雜的地緣政治背景下，致力於推動台灣變裝文化藝術，將文化倡議與外交政策結合的努力。

## 影視作品

### 實境節目
| 年份   | 節目名稱                                | 播出平台          | 備註 |
| ------ | --------------------------------------- | ----------------- | ---- |
| 2020年 | 《誰來晚餐S12E16-我的閨蜜老媽》         | 公共電視台        | 主角 |
| 2024年 | 《魯保羅變裝皇后秀》第16季              | MTV（美國）       | 冠軍 |
| 2024年 | 《魯保羅變裝皇后秀：幕後直擊》第16季    | MTV（美國）       | 冠軍 |
| 2025年 | 《魯保羅變裝皇后現場秀：幕後直擊》第2季 | WOW Presents Plus | 主角 |

### 紀錄片
| 年份   | 片名                           | 備註                                                                                   |
| ------ | ------------------------------ | -------------------------------------------------------------------------------------- |
| 2021年 | 《雙面曹里歐Leo＆Nymphia》     | 此片入圍第57屆金鐘獎一般節目類攝影獎、第44屆金穗獎最佳紀錄片、加拿大銀波影展紀錄短片。 |
| 2025年 | 《What’s the Vibe in Taiwan?》 | 於第一章〈The Power of Drag〉中，妮妃雅與瘋家皇后擔任主角。                            |

## 音樂作品

### 單曲
| 年份 | 曲名              | 備註                                                                   |
| ---- | ----------------- | ---------------------------------------------------------------------- |
| 2024 | 〈Power〉         | 與《魯保羅變裝皇后秀》第16季參賽者在第10集比賽時，共同創作表演的曲目。 |
| 2024 | 〈Queen of Wind〉 | 在《魯保羅變裝皇后秀》第16季第16集總決賽時表演的個人主題曲目。         |

## 外部連結
- 官方网站
- 妮妃雅的Instagram帳戶
- 妮妃雅的Facebook專頁
- 妮妃雅的X（前Twitter）
- YouTube上的妮妃雅頻道